# Яна+Янко
«Яна+Янко» — российская семейная комедия режиссёра Натальи Меркуловой, вышедшая на экраны 13 апреля 2017 года.

## Сюжет
Успешная москвичка Яна Титова (Олеся Судзиловская) руководит журналом о моде. Её жизнь занимают работа и секс, причём Яна поддерживает отношения с женатым мужчиной, и её это полностью устраивает. Внезапно умирает отец Яны, которого она не видела с детства и который, как оказалось, усыновил маленького цыганского сироту Янко (Даниль Зинатуллин). Когда об этом узнают СМИ, ей приходится начать заботиться о мальчике, чтобы оградить свою деловую репутацию и заодно выиграть конкурс «Женщина года». Янко оказывается очень озорным и непослушным, и размеренная жизнь героини рушится.

## В ролях
- Олеся Судзиловская — Яна
- Даниль Зинатуллин — Янко
- Максим Виторган — Игорь
- Артур Смольянинов — Тимофей
- Владимир Мишуков — Сева
- Александр Ревва — Женя
- Тинатин Далакишвили — Злата
- Елена Валюшкина — директор детдома

## Критика
Айсылу Кадырова из «Вечерней Казани» решила, что это доброе кино, которое «можно смело смотреть и с любимым человеком, и с бабушкой, и с детьми».
Критик Борис Иванов на сайте Film.ru посчитал, что фильм не столь удачен, как голливудские вариации на подобную тему, и что «картине не хватает сантиментов». По его мнению, у фильма всего два достоинства — «„правильная“ мораль о ценности семьи и обаятельнейший Даниль Зинатуллин в роли Янко».

## Саундтрек
| №  | Название             | Исполнитель           | Длительность |
| -- | -------------------- | --------------------- | ------------ |
| 1. | «Шёпотом»            | ARTEMIEV              |              |
| 2. | «Костёр давно погас» | музыка А. Северный    |              |
| 3. | «Расстояние»         | Каспий                |              |
| 4. | «Навсегда»           | Ёлка                  |              |
| 5. | «Тёмные аллеи»       | DJ Smash & Моя Мишель |              |
| 6. | «Улыбайся»           | IOWA                  |              |

## Факты
- Рабочее название — «Сын росомахи».[источник не указан 1854 дня]